# Церковь Преподобного Мартиниана (Варшава)
Церковь во имя преподобного Мартиниана — несуществующая ныне православная церковь в Варшаве. Бывшее здание церкви перестроено в костёл и в настоящее время является кафедральным собором Св. Духа старокатолической церкви.

## История

### Православная церковь
Полковая церковь лейб-гвардии уланского полка. Была построена в 1903—1906 годах. Постройка велась на Высочайше отпущенные средства, в размере 69.839 рублей, и пожертвования служащих в полку около 6.000 рублей. Проект храма выполнил архитектор Л.Н. Бенуа, руководил строительством на месте арх. П.А. Феддерс.
Храм состоит из высокой крестообразной центральной части с фронтонами. Западная часть креста служит внизу главным входом, а на верху - хорами; в восточной части помещается алтарь, оканчивающийся полукруглой абсидой с пятью окнами, верх которых снаружи богато украшен орнаментом. В середине центральной части, на четырёх полуциркульных арках, при посредстве четырёх парусов помещается восьмиугольный барабан, переходящий в такой же сомкнутый свод. Иконостас и деревянные работы были выполнены по рисункам и чертежам арх. П.А. Феддерса. Живописные работы были сделаны художниками Карелиным и Харламовым.
Достопримечательности православного храма включали в себя: 1) полковой образ Преподобного Мартиниана; риза на нём из серебра, отбитого у французов в 1812 г. под Красным; 2) старинное Евангелие, писанное на бумаге, в пергаментном переплете; 3) походный малый серебряный крест времени 1812 г.

### Католическая церковь
Церковь опустела после отступления русской армии из пределов Польши в 1915 году. Несколько лет церковь стояла пустой. Польскими властями предлагалось снести церковь, но в итоге было решено перестроить её в католическом стиле. Была разобрана звонница и уничтожен купол, вместо него водрузили католический крест.
В 1920-1930-х годах церковь была военной церковью 1-го шеволежерского полка Юзефа Пилсудского (1 Pułk Szwoleżerów Józefa Piłsudskiego).
В 1945 году церковь была передана Польскокатолической церкви (одной из старокатолических церквей, отколовшихся от Римско-католической церкви) и в настоящее время является её кафедральным собором под названием собора Святого Духа.